# Calumma
Calumma Gray, 1865 è un genere di sauri della famiglia Chamaeleonidae, endemico del Madagascar.

## Descrizione

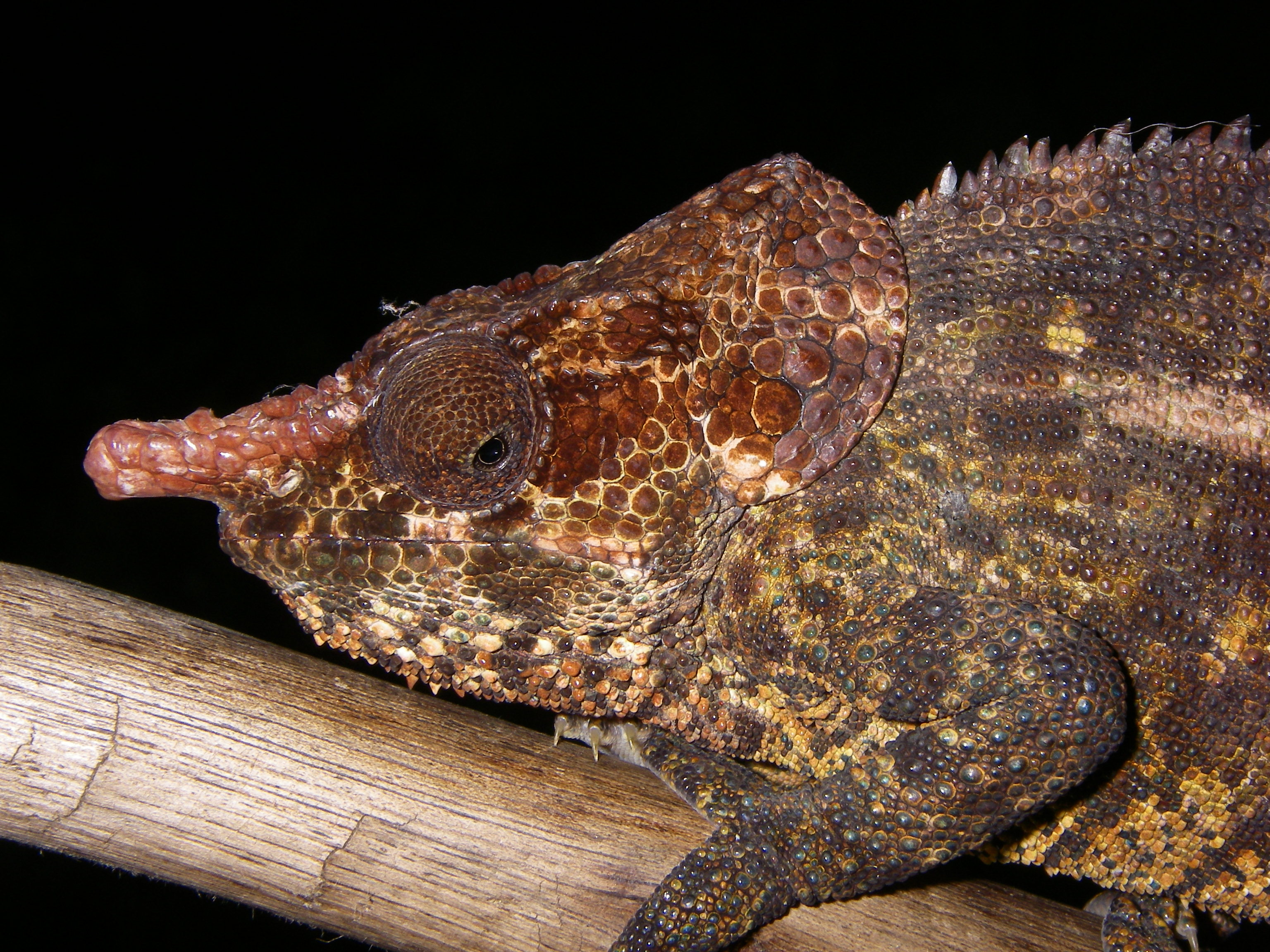
Primo piano di un maschio di C. crypticum

Le dimensioni di questi camaleonti vanno dai quasi 10 cm di lunghezza di C. nasutum agli oltre 60 cm di C. parsonii.
I maschi sono in genere di dimensioni maggiori delle femmine e si caratterizzano per delle vistose appendici nasali, simili a corni, talora biforcute. In alcune specie inoltre sono presenti dei lobi occipitali, lembi cutanei simili ad orecchie (ma che non sono in alcun modo correlate alla funzione uditiva).
Possiedono una lunga coda prensile.

## Biologia
Comprende specie arboricole, solitarie. Sono marcatamente territoriali, spesso aggressivi nei confronti dei loro simili, eccetto che durante l'accoppiamento.

## Distribuzione e habitat
Il genere è endemico del Madagascar.
È diffuso prevalentemente nelle foreste pluviali di alta quota.

## Tassonomia
Comprende le seguenti specie:
- Calumma amber Raxworthy & Nussbaum, 2006
- Calumma ambreense (Ramanantsoa, 1974)
- Calumma andringitraense Brygoo, Blanc & Domergue, 1972
- Calumma boettgeri (Boulenger, 1888)
- Calumma brevicorne (Günther, 1879)
- Calumma capuroni (Brygoo, Blanc & Domergue, 1972)
- Calumma crypticum Raxworthy & Nussbaum, 2006
- Calumma cucullatum (Gray, 1831)
- Calumma fallax (Mocquard, 1900)
- Calumma furcifer (Vaillant & Grandidier, 1880)
- Calumma gallus (Guenther, 1877)
- Calumma gastrotaenia (Boulenger, 1888)
- Calumma glawi Bohme, 1997
- Calumma globifer (Guenther, 1879)
- Calumma guibei (Hillenius, 1959)
- Calumma guillaumeti (Brygoo, Blanc & Domergue, 1974)
- Calumma hafahafa Raxworthy & Nussbaum, 2006
- Calumma hilleniusi Brygoo, Blanc & Domergue, 1973
- Calumma jejy Raxworthy & Nussbaum, 2006
- Calumma malthe (Günther, 1879)
- Calumma marojezense Brygoo, Blanc & Domergue, 1970
- Calumma nasutum Mertens, 1933
- Calumma oshaughnessyi (Günther, 1881)
- Calumma parsonii (Cuvier, 1824)
- Calumma peltierorum Raxworthy & Nussbaum, 2006
- Calumma peyrierasi (Brygoo, Blanc & Domergue, 1973)
- Calumma tarzan Gehring, Pabijan, Ratsoavina, Köhler, Vences & Glaw, 2010
- Calumma tsaratananense (Brygoo & Domergue, 1968)
- Calumma tsycorne Raxworthy & Nussbaum, 2006
- Calumma vatosoa Andreone, Mattioli, Jesu & Randrianirina, 2001
- Calumma vencesi Andreone, Mattioli, Jesu & Randrianirina, 2001
- Calumma vohibola Gehring, Ratsoavina, Vences & Glaw, 2011